# Клякане
Вижте пояснителната страница за други значения на Клек.
Клякане или клек е упражнение за сила, при което трениращият спуска бедрата си от изправено положение, свивайки краката в колената, след което се изправя обратно. По време спускане при клякане тазобедрените и коленните стави се огъват, докато глезените допрат двуглавия бедрен мускул, а по време на изправяне обратно, тазобедрените и коленните стави се разгъват.
Кляканията се считат за жизненоважно упражнение за увеличаване на силата и размера на мускулите на долната част на тялото, както и за развитие на основната сила. Основните мускули, използвани по време на клякането са четириглавия бедрен мускул, големия привеждач и големия седалищен мускул, но по-малко участие взимат също и дълбоките гръбни мускули и правия коремен мускул.
Клекът е едно от трите силови упражнения в пауърлифтинга, заедно с мъртвата тяга и вдигането от лег. Също така се счита за основно упражнение в много популярни развлекателни програми.